# Aulacostroma
Aulacostroma — рід грибів родини Parmulariaceae. Назва вперше опублікована 1914 року.

## Класифікація
До роду Aulacostroma відносять 8 видів:
- Aulacostroma magnesii
- Aulacostroma nigrificans
- Aulacostroma osmanthi
- Aulacostroma palawanense
- Aulacostroma pandani
- Aulacostroma pandani
- Aulacostroma parvisporum
- Aulacostroma pithyusae